# Sámuel Brassai

Sámuel Brassai

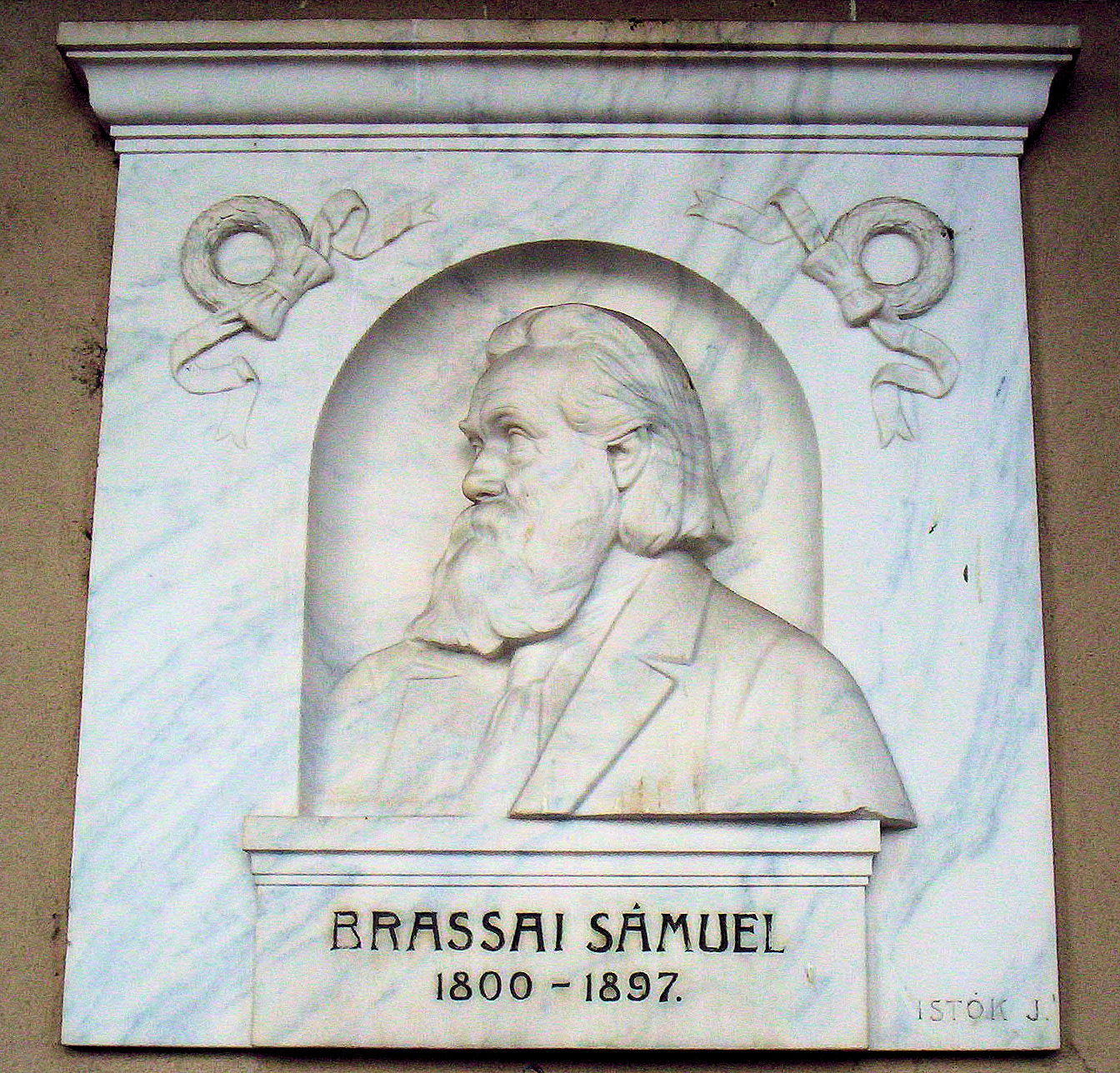
Reliefbild von Sámuel Brassai im Pantheon von Szeged

Sámuel Brassai, auch Samuel (* 15. Juni 1797, 1798 oder 13. Februar 1800 in Torockószentgyörgy; † 24. Juni 1897 in Klausenburg, Österreich-Ungarn) war ein sächsisch-siebenbürgischer, k. k. österreichischer Sprachwissenschaftler, Philosoph und Naturwissenschaftler. Er war Mitglied der Ungarischen Akademie der Wissenschaften und wird als der „letzte Siebenbürgische Polyhistor“ bezeichnet.

## Leben
Sámuel Brassai eignete sich im Elternhaus Kenntnisse in Musik und Naturwissenschaften an. Nachdem er die Schule absolviert hatte, unternahm er Reisen in Ungarn und Siebenbürgen unter naturwissenschaftlichem Gesichtspunkt. Im Alter von 21 Jahren wurde er Erzieher zuerst in der Familie Makrai, dann in der Familie Graf Bethlen. 1834 zog er nach Klausenburg, wo er die Sonntagszeitung gründete. 1837 bekam er einen Lehrstuhl an der Klausenburger Unitarischen Hochschule, wo er bis 1848 Geschichte und Geographie, später Naturwissenschaften unterrichtete.
Von 1850 bis 1859 war er in Pest, wo er an der Pál-Gönczy-Erziehungseinrichtung lehrte. Danach ging er zurück nach Klausenburg und lehrte an der Unitarischen Hochschule Philosophie und Mathematik. Als 1872 die Klausenburger Franz-Josefs-Universität eröffnet wurde, wurde er dort Lehrer und zum Prorektor gewählt. 1875–1876 war er Dekan der Mathematischen und Naturwissenschaftlichen Fakultät und 1879–1880 Rektor der Universität. Er gab auch sprachwissenschaftliche Werke (z. B. Sanskrit) heraus.

## Werke
- Bévezetés a világ, föld és státusok esmeretére. Kolozsvár, 1834.
- A füvészet elveinek vázolata. Lindley János nyomán. Kolozsvár, 1836.
- Számító Sokrates. Fejbeli számolás kérdésekben. Angol mintára hazai viszonyokhoz alkalmazva. Kolozsvár, 1842.
- Bankismeret. Kolozsvár, 1842. (Ism. Athenaeum.)
- A kisdedek számvetése angol mintára. Kolozsvár, 1842.
- Rajzminták fiatal gyermekek számára. Angol előkép után magyarázó szöveggel. Kolozsvár, 1842.
- A fiatal kereskedő arany abc-je. Montag R. J. után. Kolozsvár, 1847. (Kereskedői Könyvtár I. köt.) (Das goldene ABC des jungen Kaufmanns)
- Okszerű vezér a német nyelv tanulásában. Kolozsvár, 1845. Két rész.
- Algebrai gyakorlatkönyv és kulcsa. Pest, 1853–57. Két rész. (Übungsbuch und Schlüssel zur Algebra)
- Logika lélektani alapon fejtegetve. Pest, 1858.
- Tigrisvadászat Indiában. Rice William után ford. Pest, 1859. (Tigerjagd in Indien)
- Az árnyékóra. U. ot, 1859. (M. Akad. Értesítő XIX. 4.) (Die Sonnenuhr)
- A magyar mondat. Pest, 1860–63. Három közlés. (Das ungarische Sprichwort)
- Magyar vagy czigány zene. Elmefuttatás Liszt Ferencz: Czigányokról irt könyvére. Kolozsvár, 1860. (Ungarische oder Zigeuner-Musik)
- Irodalmi pör a filozofia ügyében (species facti), melyben a tanuságot és botrányt kedvelő több mulatságot fog találni, mint népszerűtlen czíméből itélve gyanítaná. Kolozsvár, 1861.
- Az akadémia igazsága. Kolozsvár, 1862.
- Ingyen tanító franczia nyelvmester. I. rész. Kolozsvár 1863.
- Nem csak az anyag halhatatlan. Kolozsvár, 1865.
- Euklides elemei XV könyv. Pest, 1865.
- A módszerről. Pest, 1867–69. Három értekezés. Székfoglaló a tört. philos. osztályban.
- A magyar bővített mondat. Pest, 1870.
- Számtan a népiskolákban. Az I. és II. osztály tanítója számára. Vezérkönyv és példatár. Pest, 1872. Két rész.
- Számvetés a népiskolában a II. oszt. tanítványok számára. Pest, 1872.
- Hogy kelljen a latin hajtogatást észszerűen gyorsan és sikeresen tanítani? Pest, 1872.
- Commentator commentatus. Tarlózások Horatius satiráinak magyarázói után. Pest, 1872.
- Paraleipomena kai katorthoumena. Virg. Aen. I. és II. Könyve magyarázata. Pest, 1873.
- Laelius. Hogyan kell és hogyan nem kell magyarázni az iskolában a latin autorokat? Kolozsvár. 1874.
- A neo- és palaeologia ügyében. Budapest, 1875.
- A gyógyszerészné. Beszély gróf Sollogub után oroszból ford. Budapest, 1877.
- Logikai tanulmányok. Budapest, 1877.
- A nyelvujítás és Ballagi. Kolozsvár, 1881.
- A magyar nyelv ellenőre. Kolozsvár, 1881–82. (I. és II. fogás.)
- A mondat dualismusa. Budapest, 1884.
- Algebrai gyakorlatok. Budapest, 1883–84. Két rész.
- Nézetek a vallás eszméjéről. Kolozsvár, 1887. Három értekezés.
- Szórend és accehtus. Budapest. 1888.
- A jövő vallása. Kolozsvár. 1886. (Die Religion der Zukunft)
- Vallás és hit. Kolozsvár, 1887. (Religion und Glaube)
- A Jézus istensége. Kolozsvár, 1887. (Die Göttlichkeit Jesu)
- A növény nevek leirása. Kolozsvár, 1888.